# 별 (드라마)
《별》은 1996년 1월 8일부터 1996년 2월 13일까지 방영된 MBC 월화 미니시리즈로, 《연애의 기초》 후속으로 방영되었다. 외계인과 지구인과의 교감을 다룬 이색드라마로 지구에 온 외계인이 지구인 몸 속에 들어와 시공을 초월해 나누는 사랑이야기인데 SF물답지 않게 진부한 줄거리 위주로 다루었다는 지적이 있었다.

## 출연진
- 고소영 : 장혜미 역
- 이소라 : 강사라 역
- 조민기 : 송마루 역
- 이민우 : 정훈 역
- 정영숙
- 김인태
- 박종관
- 전영택
- 최성준
- 권은아
- 김은숙